# Jörg Müller (Verwaltungswirt)
Jörg Müller (* 1973) ist ein deutscher Verwaltungswirt und ehemaliger Leiter des Verfassungsschutzes Brandenburg. 

## Leben
Müller arbeitete zwei Jahrzehnte im Innenministerium Brandenburgs beim Polizeipräsidium, danach erfolgte ein Wechsel in den Verfassungsschutz Brandenburg. Er war zudem der Büroleiter von Innenminister Karl-Heinz Schröter (SPD).
Im Februar 2020 wurde er vom Brandenburger Innenminister Michael Stübgen (CDU) zum Leiter der Abteilung 5 des Ministeriums des Innern und für Kommunales (Verfassungsschutz Brandenburg) ernannt. Im Mai 2025 wurde er von der Brandenburger Innenministerin Katrin Lange (SPD) entlassen. Als Grund gab sie unzureichendes Vertrauen an, später einen Kommunikationsfehler über die Beurteilung der AfD als gesichert rechtsextremistische Partei. Brandenburger Politiker verschiedener Parteien sagten, er habe überparteilich ein hohes Ansehen genossen. Die Innenministerin trat wegen der Kontroverse dann selbst zurück. Der Co-Vorsitzende der Brandenburger Linken, Sebastian Walter, forderte infolgedessen die sofortige Wiedereinsetzung von Müller als Verfassungsschutzchef.